# Benoitesmus sceptrifer
Benoitesmus sceptrifer är en mångfotingart som beskrevs av Demange och Jean-Paul Mauriès 1975. Benoitesmus sceptrifer ingår i släktet Benoitesmus och familjen Chelodesmidae. Inga underarter finns listade i Catalogue of Life.